# Bwegt

Logo

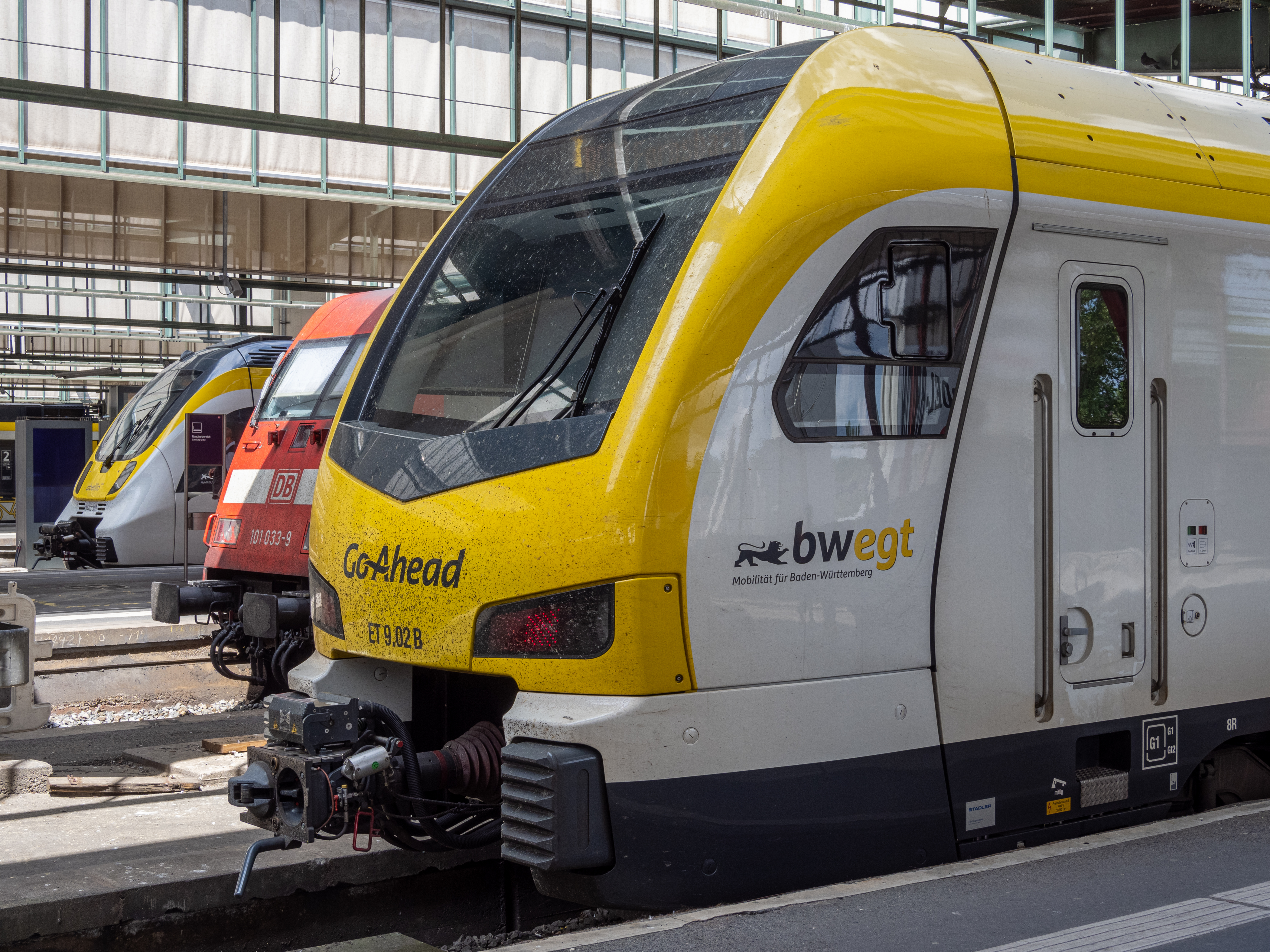
bwegt im Hauptbahnhof Stuttgart

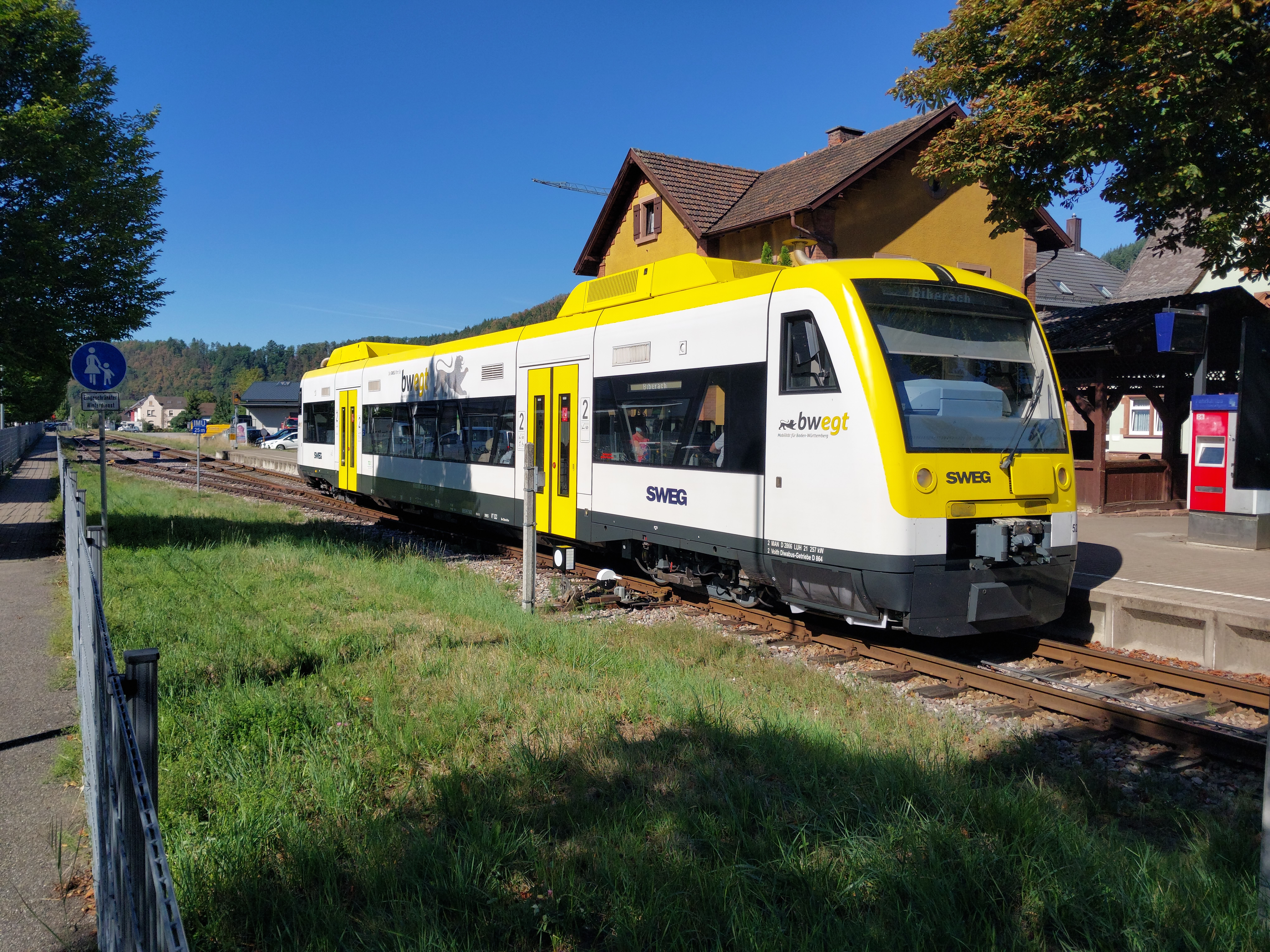
Regio-Shuttle der SWEG in Zell am Harmersbach

bwegt ist die Mobilitätsmarke des Verkehrsministeriums Baden-Württemberg für den öffentlichen Personennahverkehr in Baden-Württemberg und wurde am 19. Oktober 2017 als Nachfolger der Marke 3-Löwen-Takt eingeführt.

## Geschichte
Der Aufgabenträger für den Schienenpersonennahverkehr (SPNV) in Baden-Württemberg ist das Ministerium für Verkehr und Infrastruktur Baden-Württemberg. Die Nahverkehrsgesellschaft Baden-Württemberg (NVBW) wurde infolge des Regionalisierungsgesetzes 1996 gegründet und befindet sich im Eigentum des Landes.
Vorgänger der Marke bwegt ist die Informationskampagne 3-Löwen-Takt, die 1999 gestartet wurde. Der Name nahm Bezug auf das Landeswappen Baden-Württembergs.
Im Oktober 2017 wurde Drei-Löwen-Takt durch bwegt abgelöst. Die auf fünf Jahre angelegte Kampagne kostete 16,3 Millionen Euro. Hiervon wurden 5 Millionen Euro den Eisenbahnverkehrsunternehmen für die Vermarktung zur Verfügung gestellt. Die Finanzierung des Betrags, der einem Cent je in diesem Zeitraum verkauften Fahrschein entspricht, erfolgte überwiegend aus Regionalisierungsmitteln. In diesem Zeitraum erwartet das Land Einnahmen aus Fahrkartenverkäufen in Höhe von 800 Millionen Euro und zahlt 1,8 Milliarden Euro für die Verkehrsleistungen.

## Umsetzung
Die Kampagne begann im Oktober 2017. Passend zur Marke „bwegt“ präsentierte der Tänzer Eric Gauthier am 19. Oktober 2017 den von ihm entwickelten „bwegt-Move“, der den Aufbruch in die Zukunft sinnbildlich als Tanz darstellt. Die ersten neuen Fahrzeuge, die im Landesdesign gestaltet wurden, sind vom Typ Talent 2 und seit Dezember 2017 unterwegs auf Strecken des SPNV-Netzes 3b, wie Gäubahn und Murrbahn.
Ende 2018 wurden die ersten Fahrkartenautomaten im Landesdesign in Betrieb genommen.
Im Juni 2021 wurde die Zuggattung Metropolexpress (MEX) für den Regionalverkehr im Raum Stuttgart eingeführt.
Als Ergänzung zum Schienenverkehr fördert Baden-Württemberg die Einrichtung von „Regiobus“-Linien zwischen auseinanderliegenden Haltestellen des Bahnverkehrs. Zum Jahresbeginn 2025 wurde die Zahl von 50 geförderten Linien überschritten. Diese Linien werden als bwregiobus vermarktet.

## Partner
Ein Partner der Marke bwegt ist die Nahverkehrsgesellschaft Baden-Württemberg (NVBW). Neben der NVBW und dem Land Baden-Württemberg zählen zehn Eisenbahnverkehrsunternehmen (EVUs) zu den Partnern der Dachmarke, die die Nahverkehrslinien in Baden-Württembergs betreiben. Weitere Partner sind der Fahrgastbeirat als Interessensvertretung für SPNV-Nutzer sowie die 19 Verkehrsverbünde in Baden-Württemberg.

### Eisenbahnverkehrsunternehmen
Folgende zehn Eisenbahnverkehrsunternehmen sind Partner der Mobilitätsmarke bwegt:
- Agilis Eisenbahngesellschaft
- Albtal-Verkehrs-Gesellschaft
- Arverio Baden-Württemberg
- Bodensee-Oberschwaben-Bahn
- DB Regio
- DB RegioNetz Verkehrs GmbH
- Schwäbische Alb-Bahn
- Südwestdeutsche Landesverkehrs-GmbH
- SBB Deutschland
- Vias

### Verkehrsverbünde
Folgende 19 Verkehrsverbünde sind Partner der Mobilitätsmarke bwegt:
- Bodensee-Oberschwaben Verkehrsverbund
- Donau-Iller-Nahverkehrsverbund
- Heilbronner Hohenloher Haller Nahverkehr
- Heidenheimer Tarifverbund
- Kreisverkehr Schwäbisch Hall
- Karlsruher Verkehrsverbund
- Verkehrsverbund Neckar Alb Donau
- Ostalb Mobil
- Regio Verkehrsverbund Freiburg
- Regio Verkehrsverbund Lörrach
- Tarifverbund Ortenau
- Verkehrsverbund Schwarzwald-Baar-Heuberg
- Verkehrsgesellschaft Bäderkreis Calw
- Verkehrsgemeinschaft Landkreis Freudenstadt
- Verkehrsverbund Hegau Bodensee
- Verkehrsverbund Pforzheim Enzkreis
- Verkehrsverbund Rhein Neckar
- Verkehrs- und Tarifverbund Stuttgart
- Waldshuter Tarifverbund